# Ethylvinylether
Ethylvinylether ist ein Zwischenprodukt (Monomer) bei der Herstellung von polymeren Klebstoffen. Die frühere versuchsweise Verwendung als Narkotikum wurde aufgrund von Komplikationen bei der Dosierung aufgegeben.

## Darstellung und Gewinnung
Ethylvinylether wird großtechnisch durch Reaktion von Acetylen (Ethin) mit Ethanol unter Anwesenheit stark basischer Substanzen hergestellt (Reppesche Vinylierungsreaktion). Temperaturen zwischen 150 und 180 °C sowie hoher Druck begünstigen die Umsetzung. Jährlich werden mehr als 1.000 Tonnen Vinylethylether produziert (Stand 1988).

## Eigenschaften
Vinylethylether ist eine farblose, leichtflüchtige, brennbare Flüssigkeit von etherähnlichem Geruch, die bei Erwärmung spontan polymerisieren kann. Zur Stabilisierung wird dem Stoff daher festes Kaliumhydroxid, Diethylamin, Triethanolamin oder Hydrochinon beigefügt.

### Sicherheitstechnische Kenngrößen
Vinylethylether bildet leicht entzündliche Dampf-Luft-Gemische. Die Verbindung hat einen Flammpunkt unterhalb von −45 °C. Der Explosionsbereich liegt zwischen 1,7 Vol.‑% (50 g·m−3) als untere Explosionsgrenze (UEG) und 28 Vol.‑% (835 g·m−3) als obere Explosionsgrenze (OEG). Die Zündtemperatur beträgt 200 °C. Der Stoff fällt somit in die Temperaturklasse T4.

## Verwendung
Ethylvinyether wird neben der Synthese von Klebstoffen auch bei Ringöffnungsmetathese-Polymerisationen (kurz ROMP) zur Ablösung des Metallinitiators (siehe Grubbs-Katalysator) von dem propagierenden Kettenende benutzt. Durch Addition von Trifluoracetylchlorid kann 4-Ethoxy-1,1,1-trifluor-3-buten-2-on gewonnen werden.

## Toxikologie
Im Tierversuch erweist sich der Ethylvinylether als schwach toxisch (LD50 Ratte oral 8,16 ml/kg). Die Haut wird allenfalls schwach gereizt. Die narkotische Wirkung des Vinylethylethers tritt erst bei höheren Konzentrationen auf, wobei aber im Einzelfall schon früher Krämpfe, Atem- und Kreislaufdepressionen bis zum Atem- und Herzstillstand auftreten können. Aus diesem Grund wurde die Verwendung als Narkotikum beim Menschen eingestellt.